# Jan Snellinck
Pour les articles homonymes, voir Snellinck.
Ne pas confondre avec Jan Snellinck II (1575-1627) et Jan Snellinck III (baptisé en 1640-avant 1691)
Jan Snellinck (Jan Snellinck I, Jan I Snellinck, Jean Snellinck, Hans Snellinck ou Joan Snellinck), né vers 1549 à Malines et mort le 1er octobre 1638 à Anvers, est un peintre flamand et collectionneur d'œuvres d'art.

## Biographie
Jan Snellinck est né vers 1549 à Malines, fils du peintre Daniel Snellinck et de Cornelia Verhulst.
Par sa mère, il est lié à la famille de Pieter Bruegel l'Ancien, à ses deux fils, Pieter Brueghel le Jeune dont il fut lé témoin de mariage en 1588, et Jan Brueghel l'Ancien.
Selon Houbraken, il a été négligé par Karel van Mander, mais il a été un remarquable peintre de Malines, célèbre à son époque pour ses peintures héroïques de scènes de bataille. Il peint pour les églises et les chefs d'État et il avait 55 ans en 1604.
Il est mort le 1er octobre 1638 à Anvers. Il eut un fils qui devint peintre sous le nom de Jan Snellinck II.
L'un des élèves les plus notables de Snellinck fut Abraham Janssens.

## Galerie

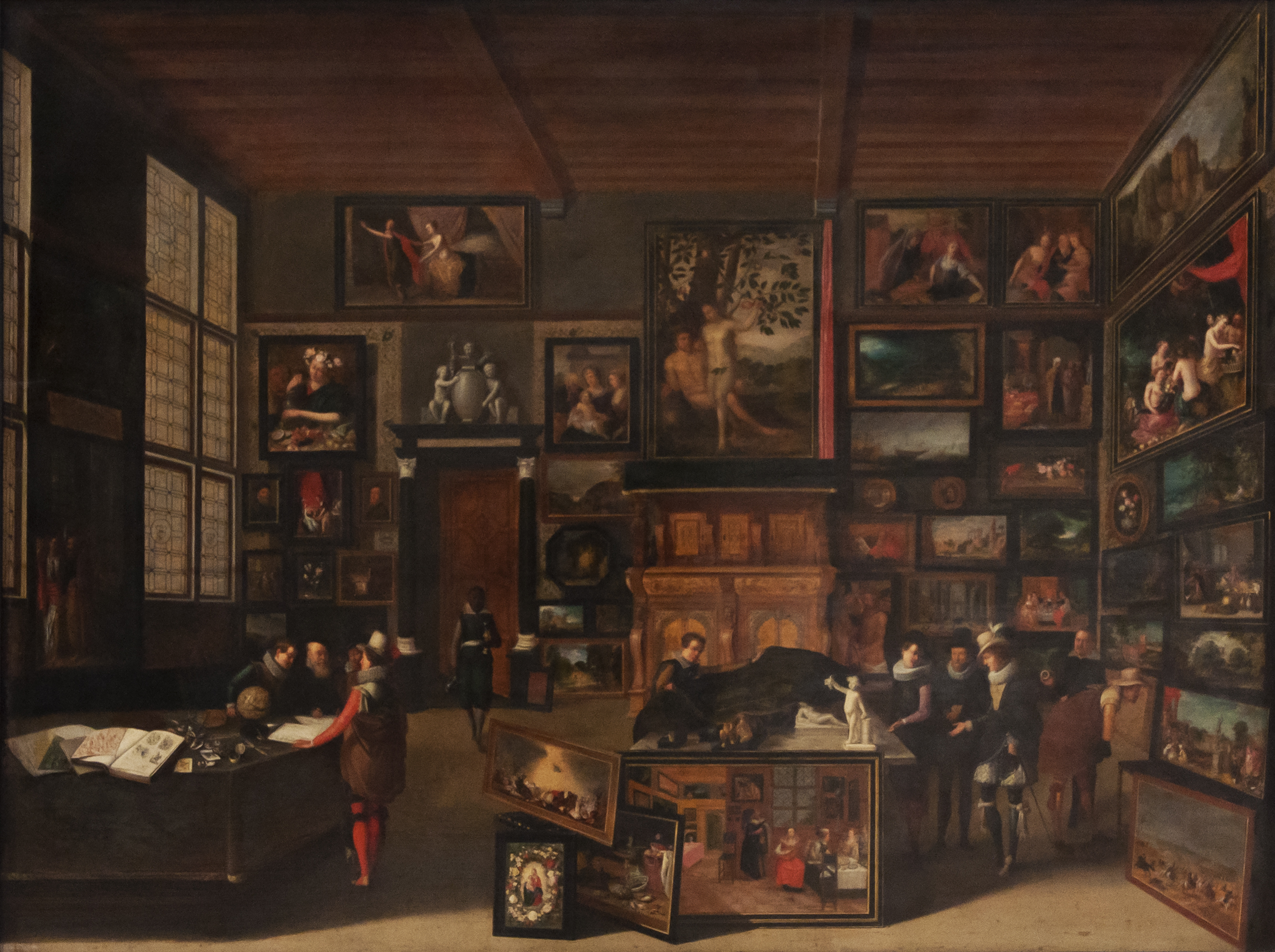
Le Cabinet d'un collectionneur d'art, dit aussi Galerie de Jan Snellinck, par Hieronymus Francken II (en), 1621, musées royaux des beaux-arts de Belgique.
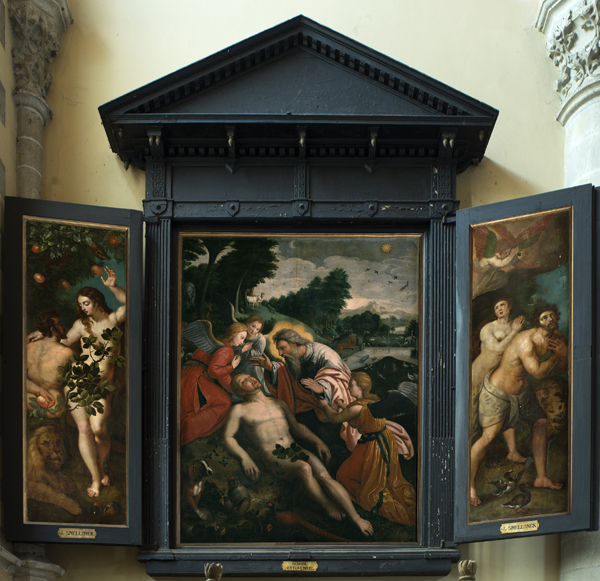
Oudenaarde
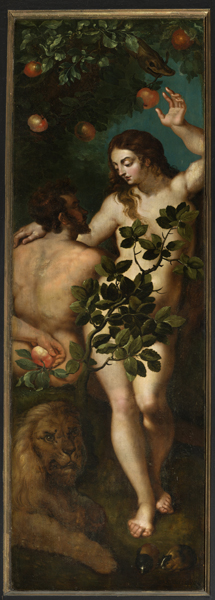
Oudenaarde
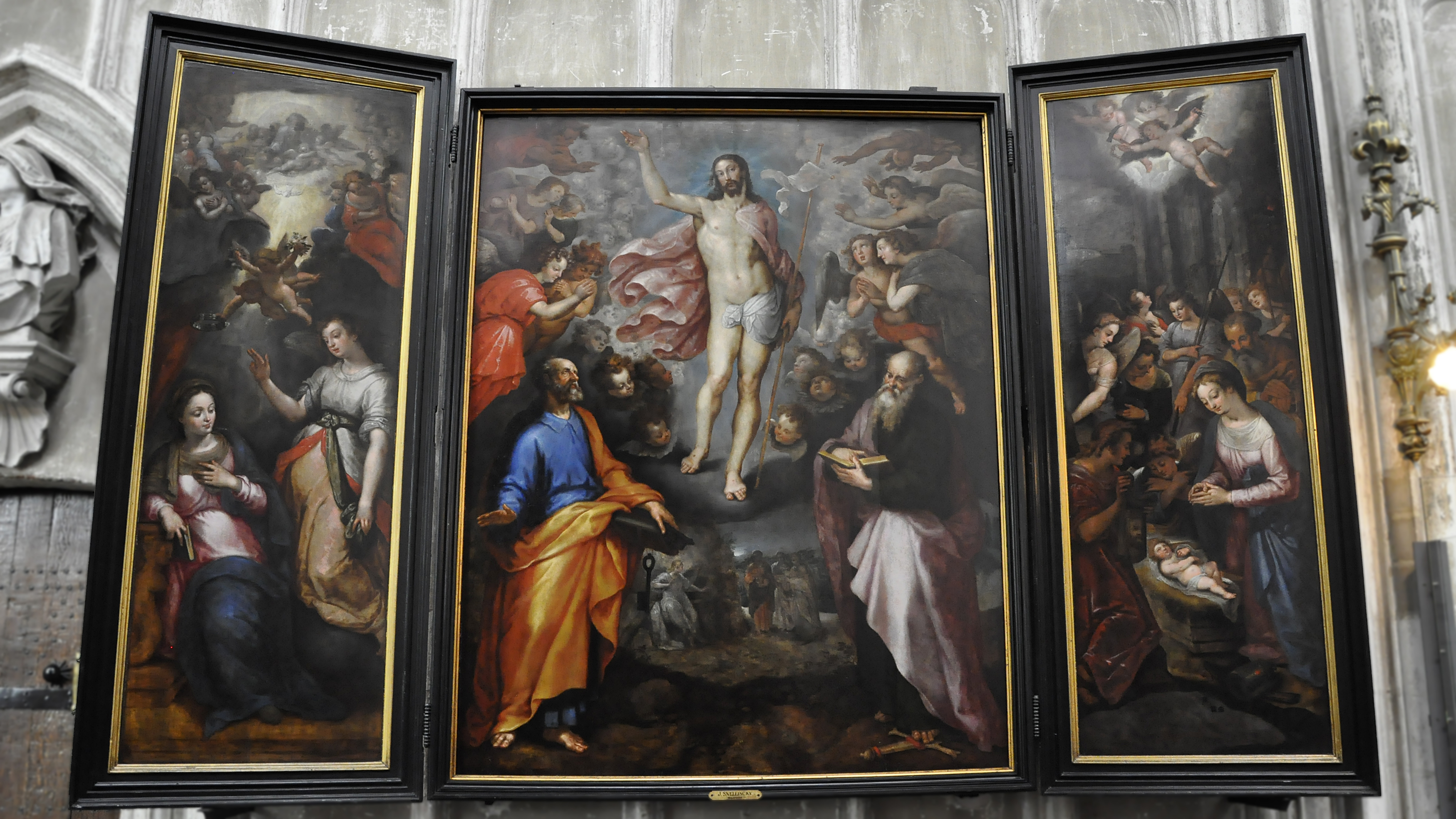
Mechelen